# Paradise (Bordell)
Das Paradise war ein Großbordell in Leinfelden-Echterdingen bei Stuttgart, das 2008 eröffnet und 2020 geschlossen wurde.

## Bordell
Das Bordell entstand durch den Umbau eines Lagerhauses und verfügte über 5800 Quadratmeter Fläche, verteilt auf fünf Etagen. Die Investitionen betrugen insgesamt sechs Millionen Euro. Das Bordell hielt eine Reihe von Wellness-Angeboten, zum Beispiel eine Sauna, vor. Die Einrichtung wurde von 56.000 Kunden jährlich besucht. Die Frauenzeitschrift Emma schätzte den Umsatz auf etwa 5 Millionen Euro. Die Geschäftsführung berichtete über „einen hauseigenen Gynäkologen“, zwei Frauenbeauftragte und einen Runden Tisch, an dem regelmäßig Gespräche mit dem Ordnungsamt, der Finanzverwaltung und der örtlichen Polizei stattfänden.
Die ARD sendete im Juni 2013 die Dokumentation Sex – Made in Germany über das Bordell und die Profite in der Prostitution. Berichtet wurde in dieser Dokumentation auch über Tendenzen des Sextourismus in diesem Bordell aufgrund einer der liberalsten Gesetzgebungen weltweit. Der Betreiber Jürgen Rudloff wurde im November 2013 in die ARD-Fernsehsendung Günther Jauch eingeladen. Die Einladung wurde in der feministischen Zeitschrift Emma kritisiert.

## Unternehmen
Die Paradise Island Entertainment GmbH wurde von Jürgen Rudloff geführt. Das Unternehmen betreibt oder plant weitere Standorte mit selbständigen Betreibergesellschaften, etwa ein am 3. Juli 2014 eröffnetes Großbordell mit 4500 m² im Ortsteil Burbach von Saarbrücken mit einem Fokus auf französische Kunden. Auf Sylt plante das Unternehmen ein Bordell bis Anfang 2014 in einem ehemaligen Kinogebäude; nach lokalem Widerstand wurde das Projekt dann aber fallen gelassen. Zu den weiteren Standorten zählen Graz-Liebenau in Österreich und Frankfurt am Main.

## Prozesse
Im Juni 2009 wurde ein Zuhälter wegen schweren Menschenhandels, Zuhälterei und – in einem zweiten Fall – wegen schwerer Körperverletzung zu sechseinhalb Jahren Freiheitsstrafe verurteilt. Er hatte seine zum Tatzeitpunkt 18 Jahre alte Freundin zur Prostitution unter anderem im Paradise gezwungen.
Im November 2014 wurde mit 900 Beamten das Paradise sowie drei weitere Großbordelle Rudloffs, Geschäftsräume und Wohnungen durchsucht. Der Geschäftsführer und der Marketingleiter des Paradise wurden festgenommen, des Weiteren zwei Prostituierte und ein 21-jähriger Mann.
Der Mann, der Mitglied bei der Rockerbande United Tribuns war, und die beiden Prostituierten wurden im August 2015 wegen Menschenhandels verurteilt; zusammen mit einem weiteren United Tribuns Mitglied hatten sie per „Loverboy“-Methode zwei 18- und 19-jährige Frauen zur Aufnahme der Prostitution, u. a. im Paradise, gedrängt und dabei überwacht.
Jürgen Rudloff saß ab 27. September 2017 in Stuttgart in Untersuchungshaft wegen Flucht- und Verdunkelungsgefahr. Ab März 2018 lief vor dem Landgericht Stuttgart ein Verfahren gegen den Bordellchef Rudloff, Marketingchef Michael Beretin und den ehemaligen Geschäftsführer eines der vier Bordelle. Anklagepunkte sind „gewerbsmäßiger Betrug“, „Beihilfe zum schweren Menschenhandel und Zuhälterei“ und „versuchte gewerbs- und bandenmäßige Förderung des Menschenhandels“. Laut Staatsanwaltschaft haben in den Paradise–Bordellen die Rockerclubs Hells Angels und United Tribuns die Kontrolle und lassen dort Frauen anschaffen. Die Zuhälter der Rockerclubs kassieren das Geld der Frauen. Um ihren Besitzanspruch zu dokumentieren, tragen etliche Frauen in den Bordellen Tätowierungen mit den Vornamen ihrer Zuhälter. Frauen, die aussteigen wollen, werden geschlagen und bedroht. Der Bordellchef und seine Mitarbeiter hätten vom Vorgehen der Rocker gewusst, dies gebilligt und über Jahre Geschäfte mit ihnen gepflegt. Elf Personen aus den United Tribuns und Hells Angels wurden bereits angeklagt und zu Haftstrafen zwischen einem und sechs Jahren verurteilt.
Beim Prozess sagte eine Frau, die früher als Prostituierte im Paradise gearbeitet hatte, aus, dass die United Tribuns ihre Frauen oft misshandelten. Bei einer Telefonüberwachung kam heraus, dass Rudloff wusste, dass der Vizepräsident der United Tribuns, Nermin Culum, mehrere Frauen im Paradise für sich arbeiten ließ.
Rudloff und dem ehemaligen Geschäftsführer eines der vier Bordelle wirft die Anklage außerdem vor, in einer Art Schneeballsystem in betrügerischer Weise Investoren und Darlehensgeber um mehr als drei Millionen Euro geschädigt zu haben. Nur ein Teil der Gelder ging in neue Bordellprojekte, wie vereinbart, während der Großteil privat verwendet wurde.
Der im Verfahren mitangeklagte Marketingchef Michael Beretin ist bekannt als Puff-Tester der RTL-II-Sendung Exklusiv – Die Reportage. Dort berät Beretin heruntergekommene Bordelle. Beretin war zuletzt im Februar 2017 wegen Körperverletzung angeklagt und zu sechs Monaten Haft auf Bewährung verurteilt worden. Es war seine zehnte Verurteilung vor einem deutschen Gericht.
Im Dezember 2018 kam es zu einer ersten Verurteilung. Der Geschäftsführer wurde unter anderem wegen Beihilfe zum Menschenhandel und zur sexuellen Ausbeutung zu zwei Jahren Haft auf Bewährung verurteilt, nachdem er ein umfassendes Geständnis abgelegt hatte.
Nach einer Absprache zwischen Verteidigung, Staatsanwaltschaft und Gericht im Februar 2019 legten die Angeklagten ein Geständnis ab. Rudloff sagte, dass er den Frauen nie schaden wollte, jedoch seine Kontakte zum Rockermilieu benutzte, um Nachschub an Frauen zu bekommen; er habe die Misshandlungen der Frauen durch ihre Zuhälter in Kauf genommen und davor seine Augen verschlossen.
Das Gericht verurteilte daraufhin Rudloff wegen Beihilfe zu Zuhälterei, Beihilfe zu schwerem Menschenhandel und Betruges zu einer Freiheitsstrafe von fünf Jahren. Darüber hinaus wurde die Einziehung von 1,3 Millionen Euro angeordnet. Michael Beretin erhielt wegen Beihilfe zu Zuhälterei, Beihilfe zu schwerem Menschenhandel, Betruges und Beihilfe zum Betrug eine Freiheitsstrafe von drei Jahren und drei Monaten. Rudloffs ehemaliger Steuerberater bekam wegen Beihilfe zum Betrug eine Bewährungsstrafe von einem Jahr und vier Monaten. Im Verfahren wurde nachgewiesen, dass in den beiden Bordellen zwischen März 2008 und Dezember 2014 mindestens 17 Prostituierte den Gewaltattacken von Menschenhändlern und Zuhältern ausgeliefert waren. Der Richter sagte „Ein sauberes Bordell in dieser Größe ist nicht vorstellbar“. Geschäftsführer eines Bordells müssten schon dann zur Verantwortung gezogen werden, wenn sie „billigten, dass Menschenhändler und Zuhälter Frauen in ein Bordell schickten“; selbst dann, wenn die Betreiber von den konkreten Drangsalierungen keine Kenntnis hätten, so der Richter.
Im März 2020 meldete das Unternehmen Insolvenz an und wechselte im September 2020 den Besitzer. Es ist unter dem Namen The Luxor Sauna Club im Oktober 2022 wiedereröffnet worden.